# Flexion marteau
La flexion marteau est un mouvement de musculation qui emploie des haltères pour viser les biceps (surtout dans le sens de leur largeur) et dans une moindre mesure les avant-bras. Le mouvement se distingue de la flexion classique par l'orientation des mains.

## Exécution du mouvement
Le pratiquant, debout ou assis, tient deux haltères à la verticale, les paumes tournées vers l'intérieur, et fléchit les coudes, soit en alternance soit en même temps, pour lever les poids sans bouger le haut du bras.